# Junodia congicus
Junodia congicus es una especie de mantis de la familia Hymenopodidae.

## Distribución geográfica
Se encuentra en la República Democrática del Congo.